# Cetina
 Ovo je glavno značenje pojma Cetina. Za druga značenja pogledajte Cetina (razdvojba).
Cetina je rijeka u Hrvatskoj koja pripada Jadranskom slijevu i najdulja je dalmatinska rijeka. Cijelom duljinom od 100,5 km nalazi se u Splitsko-dalmatinskoj županiji. Površina porječja joj je oko 3700 km. Izvire sjeverno od Vrlike, a u Jadransko more ulijeva se kod Omiša.
Kroz svoj toki prolazi kroz Sinj, Trilj i Omiš. Područje toka povijesno se naziva i Cetinska krajina.

## Ime
Imenom Cetina imenovali su je Hrvati dolaskom s područja današnje Poljske po poljskoj rijeci Cetyinii. Delmati su je zvali Kentona.

## Tok
Cetina izvire na nadmorskoj visini od 385 m u sjeverozapadnim obroncima Dinare blizu sela Cetine, 7 km sjeverno od Vrlike. Ima više izvora, a glavni je limnokreni izvor jezero duboko preko stotinu metara.
Iznad izvora rijeke Cetine, sjeverno od Vrlike, nalazi se Gospodska pećina, znamenita po naseljenosti u prapovijesti.
Nekoliko kilometara nizvodno od izvora Cetina utječe u Perućko jezero. To se mjesto zove Garjak. Ondje je mnoštvo plaža i rukavaca. Perućko jezero umjetno je stvoreno blizu Vrlike branom na Cetini 25 km nizvodno od izvora. Nakon jezera rijeka prolazi krškim područjem i Sinjskim poljem prema gradu Sinju. Cetina pod Gardunom, kod grada Trilja, napušta Sinjsko polje, ulazi u klanac te teče prema jugu. Nad klancem je utvrda Nutjak. Obale su u klancu bliže i više, a rijeka duboka i spora. Nekad je voda brzo tekla i okretala mlinove, ali su je brane usporile. Cetina kod Biska skreće prema jugoistoku, a od tu je prati i autocesta A1. Cetina kod Šestanovca skreće prema jugu, prolazi ispod A1, a uskoro zatim kod Zadvarja zaokreće oko Mosora i dalje teče prema zapadu. U Omišu se ulijeva u Jadransko more. 
Tijekom ljetne turističke sezone, u donjem toku Cetine (od Slimena do Radmanovih mlinica kod Omiša), svakodnevno se, dva puta dnevno u trajanju od 3 do 4 sata odvija rafting.